# Cyphon scabridus
Cyphon scabridus es una especie de coleóptero de la familia Scirtidae.

## Distribución geográfica
Habita en Papúa Nueva Guinea.